# Zones humides (roman)
 (octobre 2023).
Si vous disposez d'ouvrages ou d'articles de référence ou si vous connaissez des sites web de qualité traitant du thème abordé ici, merci de compléter l'article en donnant les références utiles à sa vérifiabilité et en les liant à la section « Notes et références ».
 (octobre 2023).
Pour les articles homonymes, voir Zone humide (homonymie).
Zones humides (titre original : Feuchtgebiete) est un roman de Charlotte Roche paru en février 2008 en Allemagne, aux éditions Dumont. L'ouvrage connaît un succès rapide, cumulant 450 000 exemplaires vendus dans les semaines suivant sa publication. Le 22 octobre 2008, Zones humides paraît chez Rizzoli, en Italie, où l'accueil est très favorable. Le roman est traduit en français en 2009.
Zones humides est un roman qui explore les pratiques possibles du corps féminin, décomplexant une découverte plus large de son propre corps.
Il se présente comme une succession de petits secrets qui existent entre une femme et son corps encourageant cette dernière à supprimer tout tabou induit par la société.

## Synopsis
Hélène a 18 ans. A l'issue d'un rasage intime malencontreux, la jeune femme se retrouve à l'hôpital. Livrée à elle-même, elle s'invente toutes sortes de jeux avec son corps. Enfant du divorce, héroïne d'une société désorientée, Hélène est transgressive à souhait... 

## Biographie de l'auteur
Charlotte Roche s’est fait connaître comme présentatrice télé, notamment en animant l’émission Underground Fast Forward. Germano-britannique, elle vit à Cologne. Elle est journaliste et a longtemps présenté l'émission Tracks sur Arte. Son premier roman, Zones humides, a été le livre le plus vendu en Allemagne au cours de l’année 2008 et est aussi devenu un best-seller international traduit dans vingt-sept pays. Charlotte Roche déclare : « Je savais que je voulais écrire quelque chose sur les thèmes suivants : « femmes, hygiène, odeurs », sur toute cette hystérie hygiéniste qui nous entoure et qui m'agace depuis des années. »  Elle a déclaré que ce roman est fortement inspiré de sa vie, elle affirme n'avoir pu « s'exprimer très librement qu'à la condition d'incarner ses idées dans un personnage de fiction. »

## Critiques
Zones humides reçoit l'éloge des critiques de la presse française. Vanity Fair compare son ton à celui L'Attrape-cœurs de J. D. Salinger, sa "perversion" à Crash de J.G. Ballard, et son accent féministe à La femme eunuque de Germaine Greer. Libération et Le Nouvel Obs qualifient également l’œuvre de succès.

## Adaptation
Il a été adapté au cinéma en 2013 par David Wnendt.